# Hypographa incongrua
Hypographa incongrua là một loài bướm đêm trong họ Geometridae.